# Spona (sloveso)
Sponová slovesa (také kopula) se využívají v přísudku slovesně-jmenném (přísudek jmenný se sponou), kde jsou doplněna jménem. Mezi sponová slovesa patří být, bývat, stát se, stávat se a v záporu nebýt, nebývat, nestat se a nestávat se.
V některých jazycích se v přítomném čase tvar slovesa být neuvádí. Mezi jazyky s tzv. nulovou sponou patří např. ruština, maďarština, arabština, hebrejština, turečtina či kečuánština. Většina indoevropských jazyků sponu používá, výjimku tvoří východoslovanské jazyky.

## Příklady
- Marta je nemocná.
- Simona bývala učitelkou.
- Petr se stal lékařem.
- Václav je hezký.

## Sponabýtv přítomném čase ve slovanských jazycích
Slovanské jazyky se chovají ke sponě být v přítomném čase třemi způsoby. V některých je povinná, v jiných je naopak povinné ji vynechat a v některých je její použití flexibilní podle kontextu, stylu nebo důrazu.
V češtině, slovenštině, lužické srbštině, většině jihoslovanských jazyků (slovinština, chorvatština, srbština, makedonština) a ve standardní rusínštině se spona být v přítomném čase používá povinně. Bez ní by věta nebyla gramaticky správná. Např.: „On je doma.“
Polština a kašubština mají flexibilní přístup. Spona může být vynechána, ale její použití není chybné a někdy je upřednostňováno pro formálnější styl nebo důraz. Např.: „On (jest) w domu.“ Bulharština má v přítomném čase podobně flexibilní přístup jako polština nebo kašubština – někdy se spona používá, jindy vynechává, i když ve formálnější řeči se obvykle zachovává.
Východoslovanské jazyky (ruština, ukrajinština, běloruština) téměř vždy v přítomném čase sponu vynechávají. Spona v těchto jazycích v přítomném čase prakticky neexistuje v běžném hovoru ani v psané podobě. Vynechání spony je v těchto jazycích téměř vždy pravidlem. Např.: „Он дома“ znamená „On je doma“.